# Ренькас Дмитрій Павлович
Дмитрій Павлович Ренькас  — український волейболіст, срібний призер літніх Дефлімпійських ігор 2017.

## Життєпис

### Дефлімпійські ігри 2017
На XXIII літніх Дефлімпійських іграх, що відбувались у турецькому місті Самсун, Дмитрій разом зі збірною прибули як фаворити захищати свій чемпіонський титул, здобутий на попередніх Іграх-2013 у Софії, на чолі з Юлієм Грицютою. Груповий етап відбувався з 20 по 23 липня. У ньому українці здобули перше місце послідовно обігравши Росію — 3:2 (20:25, 32:30, 25:21, 19:25, 15:12), США — 3:0 (25:15, 25:10, 25:8), Іран — 3:0 (25:16, 25:11, 25:17) та Польщу — 3:0 (25:12, 25:7, 25:13).
На другому етапі волейбольного турніру Дефлімпіади команди продовжили грати за системою плей-оф. 25 липня відбувся чвертьфінал, у якому українська збірна змагалась з Бразилією та перемогла з рахунком 3:0 (25:14, 25:19, 25:9). За вихід до фіналу українцям знову протистояла збірна Росії. Цього разу збірна України знову перемогла — 3:1 (25:19, 22:25, 25:17, 25:20).
У вирішальному матчі українці протистояли господарям змагань туркам. Команди зійшлися приблизно рівні за класом. Гру судили місцеві арбітри, які відзначилися досить неоднозначними рішеннями на користь господарів. Подібне траплялося у кінцівках усіх трьох партій. У підсумку перемогла збірна Туреччини — 3:0 (25:22, 25:21, 25:23).